# Haute-Kotto

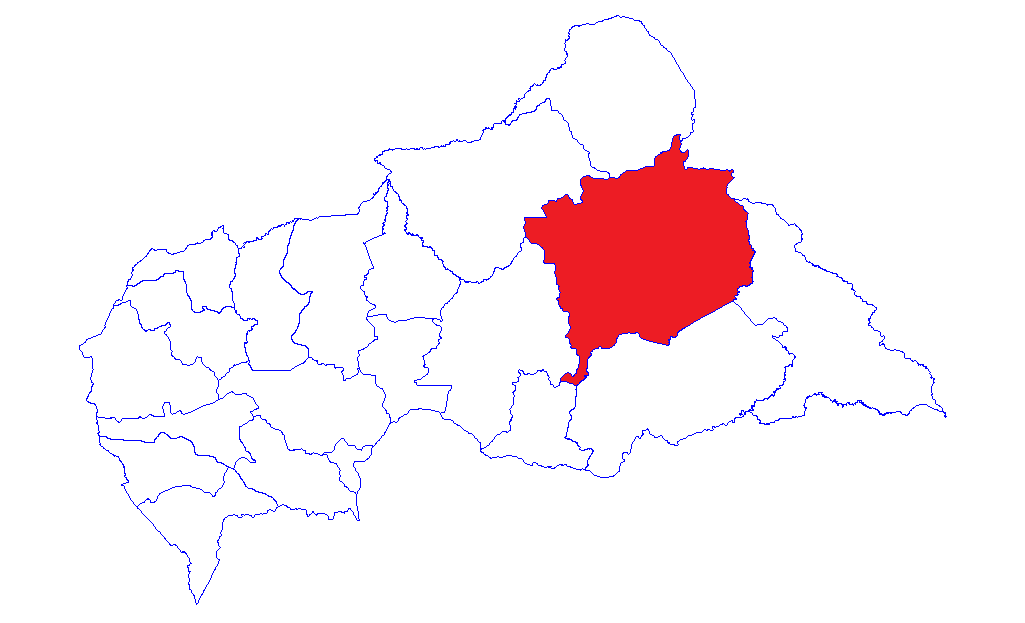
Localização de Haute-Kotto

Haute-Kotto  (em português: "Alto Kotto") é uma das 20 prefeituras da República Centro-Africana, tendo Bria como capital. A região abrange uma área de 86 650 km² e, de acordo com o último censo realizado em 2003, sua população era de 90 316 habitantes. Em 2024, estimativas oficiais apontam que a população chegou a 144 289 pessoas.